# دابة الأرض
في المعتقدات الإسلامية، الدابة أو دابة الأرض هي من علامات الساعة الكبرى تخرج آخر الزمان قبل يوم القيامة، وهي مذكورة في القرآن  وَإِذَا وَقَعَ الْقَوْلُ عَلَيْهِمْ أَخْرَجْنَا لَهُمْ دَابَّةً مِنَ الْأَرْضِ تُكَلِّمُهُمْ أَنَّ النَّاسَ كَانُوا بِآيَاتِنَا لَا يُوقِنُونَ   سورة النمل الآية 82. ويعتقد أنها ستكون حيوانا يخرج من الحرم المكي ويجترح خوارق، تنوعت بين مخاطبة البشر ووسم وجوههم. ويقارنها البعض بوحش الكتاب المقدس المذكور في سفر رؤيا يوحنا.

## فصيلتها من الدواب
قال القرطبي: 
- الأصل الأول: أنها من فصيلة ناقة صالح.
- القول الثاني: أنها الجساسة المذكورة في حديث تميم الداري في قصة الدجال. وهذا القول منسوب إلى عبد الله بن عمر.
- القول الثالث: أنها الثعبان المشرف على جدار الكعبة التي اقتلعتها العقاب حين أرادت قريش بناء الكعبة. وهذا القول نسبه القرطبي إلى ابن عباس رضي الله عنهما منقول من كتاب النقاش[3]، ولم يذكر له مستندا في ذلك وذكره الشوكاني في تفسيره.
- القول الرابع: أن الدابة إنسان متكلم يناظر أهل البدع والكفر ويجادلهم، لينقطعوا، فيهلك من هلك عن بينة ويحيا من حي عن بينة. وهذا القول ذكره القرطبي، ورده بأن الدابة لو كانت إنسانا يناظر المبتدعة لم تكن الدابة آية خارقة وعلامة من علامات الساعة الكبرى.

## عملها
إذا خرجت هذه الدابة العظيمة، فإنها تسم المؤمن والكافر، فأما المؤمن، فإنها تسم جبينه فيضيء، ويكون ذلك علامة على إيمانه، وأما الكافر فإنها تسمه على أنفه فيظلم، علامة على كفره.
وجاء في الآية الكريمة قوله تعالى ﴿وَإِذَا وَقَعَ الْقَوْلُ عَلَيْهِمْ أَخْرَجْنَا لَهُمْ دَابَّةً مِنَ الْأَرْضِ تُكَلِّمُهُمْ أَنَّ النَّاسَ كَانُوا بِآيَاتِنَا لَا يُوقِنُونَ ۝٨٢﴾ سورة النمل الآية 82، وفي معنى هذا التكليم اختلفت أقوال المفسرين على أقوال:
- القول الأول: أن المراد تكلمهم كلاما: أي تخاطبهم مخاطبة، ويدل على ذلك قراءة أبي بن كعب (تنبئهم).
- القول الثاني: تجرحهم، ويؤيد ذلك قراءة (تَكْلمهم) بفتح التاء وسكون الكاف، من الكلم، وهو الجرح وهذه القراءة مروية عن ابن عباس أي: تسمهم وسما، وهذا القول يشهد له حديث أبي أمامة الباهلي السابق (تخرج الدابة، فتسم الناس على خراطيمهم).

وروي عن ابن عباس أنه قال: «كُلاًّ تفعل» أي المخاطبة والوسم. وقال ابن كثير: «وهو قول حسن ولا منافاة والله أعلم».
وأما الكلام الذي تخاطبهم به فهو قولها (إن الناس كانوا بآياتنا لا يوقنون) وهذا على قراءة من قرأها بفتح همزة (أن) أي تخبرهم أن الناس كانوا بآيات الله لا يوقنون، وهذه قراءة الكوفة وبعض أهل البصرة. وأما قراءة عامة قراء الحجاز والبصرة والشام فبكسر همزة (إن) على الإستئناف ويكون المعنى: تكلمهم بما يسوؤهم أو ببطلان الأديان سوى الإسلام.

## وقت خروجها
قال ابن كثير: «هذه الدابة تخرج في آخر الزمان عند فساد الناس، وتركهم أوامر الله، وتبديلهم الدين الحق». وهي من أول علامات الساعة خروجًا. قال النبي: «إن أول الآيات خروجاً: طلوع الشمس من مغربها، وخروج الدابة على الناس ضحى. وأيهما كانت قبل صاحبتها فالأخرى على إثرها.»

## قصة الجساسة
في الحديث الذي رواه الإمام مسلم في صحيحه في كتاب الفتن وأشراط الساعة تحت باب قصة الجساسة عن فاطمة بنت قيس، وفيه قالت: «فَلَمّا انْقَضَتْ عِدّتِي سَمِعْتُ نِدَاءَ الْمُنَادِي، مُنَادِي رَسُولِ اللّهِ ﷺ يُنَادِي: الصّلاَةَ جَامِعَةً. فَخَرَجْتُ إِلَىَ الْمَسْجِدِ. فَصَلّيْتُ مَعَ رَسُولِ اللّهِ ﷺ. فَكُنْتُ فِي صَفّ النّسَاءِ الّتِي تَلِي ظُهُورَ الْقَوْمِ. فَلَمّا قَضَىَ رَسُولِ اللّهِ ﷺ صَلاَتَهُ، جَلَسَ عَلَىَ الْمِنْبَرِ وَهُوَ يَضْحَكُ. فَقَالَ: "لِيَلْزَمْ كُلّ إِنْسَانٍ مُصَلاّهُ". ثُمّ قَالَ: "أَتَدْرُونَ لِمَ جَمَعْتُكُمْ؟" قَالُوا: اللّهُ وَرَسُولُهُ أَعْلَمُ. قَالَ: "إِنّي، وَاللّهِ مَا جَمَعْتُكُمْ لِرَغْبَةٍ وَلاَ لِرَهْبَةٍ. وَلَكِنْ جَمَعْتُكُمْ، لأَنّ تَمِيماً الدّارِيّ، كَانَ رَجُلاً نَصْرَانِيّا، فَجَاءَ فَبَايَعَ وَأَسْلَمَ. وَحَدّثَنِي حَدِيثاً وَافَقَ الّذِي كُنْتُ أُحَدّثُكُمْ عَنْ المَسِيحِ الدّجّالِ. حَدّثَنِي أَنّهُ رَكِبَ فِي سَفِينَةٍ بَحْرِيّةٍ، مَعَ ثَلاَثِينَ رَجُلاً مِنْ لَخْمٍ وَجُذَامَ. فَلَعِبَ بِهِمُ الْمَوْجُ شَهْراً فِي الْبَحْرِ. ثُمّ أَرْفَؤُوا إِلَىَ جَزِيرَةٍ فِي الْبَحْرِ حَتّىَ مَغْرِبِ الشّمْسِ. فَجَلَسُوا فِي أَقْرُبِ السّفِينَةِ. فَدَخَلُوا الْجَزِيرَةَ. فَلَقِيَتْهُمْ دَابّةٌ أَهْلَبُ كَثِيرُ الشّعَرِ. لاَ يَدْرُونَ مَا قُبُلُهُ مِنْ دُبُرِهِ. مِنْ كَثْرَةِ الشّعَرِ. فَقَالُوا: وَيْلَكِ مَا أَنْتِ؟ فَقَالَتْ: أَنَا الْجَسّاسَةُ. قَالُوا: وَمَا الْجَسّاسَةُ؟ قَالَتْ: أَيّهَا الْقَوْمُ انْطَلِقُوا إِلَىَ هَذَا الرّجُلِ فِي الدّيْرِ. فَإِنّهُ إِِلَى خَبَرِكُمْ بِالأَشْوَاقِ. قَالَ: لَمّا سَمّتْ لَنَا رَجُلاً فَرِقْنَا مِنْهَا أَنْ تَكُونَ شَيْطَانَةً. قَالَ: فَانْطَلَقْنَا سِرَاعاً. حَتّىَ دَخَلْنَا الدّيْرَ. فَإِذَا فِيهِ أَعْظَمُ إِنْسَانٍ رَأَيْنَاهُ قَطّ خَلْقاً. وَأَشَدّهُ وِثَاقاً. مَجْمُوعَةٌ يَدَاهُ إِلَىَ عُنُقِهِ، مَا بَيْنَ رُكْبَتَيْهِ إِلَىَ كَعْبَيْهِ، بِالْحَدِيدِ. قُلْنَا: وَيْلَكَ مَا أَنْتَ؟ قَالَ: قَدْ قَدَرْتُمْ عَلَىَ خَبَرِي. فَأَخْبِرُونِي مَا أَنْتُمْ؟ قَالُوا: نَحْنُ أُنَاسٌ مِنَ الْعَرَبِ. رَكِبْنَا فِي سَفِينَةٍ بَحْرِيّةٍ. فَصَادَفْنَا الْبَحْرَ حِينَ اغْتَلَمَ. فَلَعِبَ بِنَا الْمَوْجُ شَهْراً. ثُمّ أَرْفَأْنَا إِلَىَ جَزِيرَتِكَ هَذِهِ. فَجَلَسْنَا فِي أَقْرُبِهَا. فَدَخَلْنَا الْجَزِيرَةَ. فَلَقِيَتْنَا دَابّةٌ أَهْلَبُ كَثِيرُ الشّعَرِ. لاَ يُدْرَىَ مَا قُبُلُهُ مِنْ دُبُرِهِ مِنْ كَثْرَةِ الشّعَرِ. فَقُلْنَا: وَيْلَكِ مَا أَنْتِ؟ فَقَالَتْ: أَنَا الْجَسّاسَةُ. قُلْنَا: وَمَا الْجَسّاسَةُ؟ قَالَتِ: اعْمِدُوا إِلَىَ هَذَا الرّجُلِ فِي الدّيْرِ. فَإِنّهُ إِلَىَ خَبَرِكُمْ بِالأَشْوَاقِ. فَأَقْبَلْنَا إِلَيْكَ سِرَاعاً. وَفَزِعْنَا مِنْهَا، وَلَمْ نَأْمَنْ أَنْ تَكُونَ شَيْطَانَةً. فقالَ: أَخْبِرُونِي عَنْ نَخْلِ بَيْسَانَ. قُلْنَا: عَنْ أَيّ شَأْنِهَا تَسْتَخْبِرُ؟ قَالَ: أَسْأَلُكُمْ عَنْ نَخْلِهَا، هَلْ يُثْمِرُ؟ قُلْنَا لَهُ: نَعَمْ. قَالَ: أَمَا إِنّهُ يُوشِكُ أَنْ لاَ تُثْمِرَ. قَالَ: أَخْبِرُونِي عَنْ بُحَيْرَةِ الطّبَرِيّةِ. قُلْنَا: عَنْ أَيّ شَأْنِهَا تَسْتَخْبِرُ؟ قَالَ: هَلْ فِيهَا مَاءٌ؟ قَالُوا: هِيَ كَثِيرَةُ المَاءِ. قَالَ: أَمَا إِنّ مَاءَهَا يُوشِكُ أَنْ يَذْهَبَ. قَالَ: أَخْبِرُونِي عَنْ عَيْنِ زُغَرَ. قَالُوا: عَنْ أَيّ شَأْنِهَا تَسْتَخْبِر؟ قَالَ: هَلْ فِي الْعَيْنِ مَاءٌ؟ وَهَلْ يَزْرَعُ أَهْلُهَا بِمَاءِ الْعَيْنِ؟ قُلْنَا لَهُ: نَعَمْ. هِيَ كَثِيرَةُ الْمَاءِ، وَأَهْلُهَا يَزْرَعُونَ مِنْ مَائِهَا. قَالَ: أَخْبِرُونِي عَنْ نَبِيّ الأُمّيّينَ مَا فَعَلَ؟ قَالُوا: قَدْ خَرَجَ مِنْ مَكّةَ وَنَزَلَ يَثْرِبَ. قَالَ: أَقَاتَلَهُ الْعَرَبُ؟ قُلْنَا: نَعَمْ. قَالَ: كَيْفَ صَنَعَ بِهِمْ؟ فَأَخْبَرْنَاهُ أَنّهُ قَدْ ظَهَرَ عَلَىَ مَنْ يَلِيهِ مِنَ الْعَرَبِ وَأَطَاعُوهُ. قَالَ لَهُمْ: قَدْ كَانَ ذَلِكَ؟ قُلْنَا: نَعَمْ. قَالَ: أَمَا إِنّ ذَاكَ خَيْرٌ لَهُمْ أَنْ يُطِيعُوهُ. وَإِنّي مُخْبِرُكُمْ عَنّي. إِنّي أَنَا الْمَسِيحُ. وَإِنّي أُوشِكُ أَنْ يُؤْذَنَ لِي فِي الْخُرُوجِ. فَأَخْرُجُ فَأَسِيرُ فِي الأَرْضِ فَلاَ أَدَعُ قَرْيَةً إِلاّ هَبَطْتُهَا فِي أَرْبَعِينَ لَيْلَةً. غَيْرَ مَكّةَ وَطَيْبَةَ. فَهُمَا مُحَرّمَتَانِ عَلَيّ كِلْتَاهُمَا، كُلّمَا أَرَدْتُ أَنْ أَدْخُلَ وَاحِدَةً، أَوْ وَاحِداً مِنْهُمَا، اسْتَقْبَلَنِي مَلَكٌ بِيَدِهِ السّيْفُ صَلْتاً. يَصُدّنِي عَنْهَا. وَإِنّ عَلَىَ كُلّ نَقْبٍ مِنْهَا مَلاَئِكَةً يَحْرُسُونَهَا. قَالَتْ: قَالَ رَسُولُ اللّهِ ﷺ، وَطَعَنَ بِمِخْصَرَتِهِ فِي الْمِنْبَرِ "هَذِهِ طَيْبَةُ. هَذِهِ طَيْبَةُ. هَذِهِ طَيْبَةُ" يَعْنِي الْمَدِينَةَ "أَلاَ هَلْ كُنْتُ حَدّثْتُكُمْ ذَلِكَ؟" فَقَالَ النّاسُ: نَعَمْ. "فَإِنّهُ أَعْجَبَنِي حَدِيثُ تَمِيمٍ أَنّهُ وَافَقَ الّذِي كُنْتُ أُحَدّثُكُمْ عَنْهُ وَعَنِ الْمَدِينَةِ وَمَكّةَ. أَلاَ إِنّهُ فِي بَحْرِ الشّامِ أَوْ بَحْرِ الْيَمَنِ. لاَ بَلْ مِنْ قِبَلِ الْمَشْرِقِ، مَا هُوَ مِنْ قِبَلِ الْمَشْرِقِ، مَا هُو مِنْ قِبَلِ الْمَشْرِقِ، مَا هُوَ". وَأَوْمَأَ بِيَدِهِ إِلَىَ الْمَشْرِقِ».